# Requin griset
Hexanchus griseus
Espèce
Répartition géographique
Statut de conservation UICN

 NT  : Quasi menacé
Le requin griset ou requin à maquereaux (Hexanchus griseus) est une espèce de requins de la famille des Hexanchidae.
À ne pas confondre avec le requin perlon qui est parfois également nommé « requin griset ».

## Description

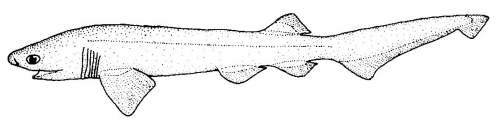
Requin griset.

Le requin griset est un requin massif, possédant une large tête arrondie ou pointue. Il possède 6 paires de fentes branchiales et une seule nageoire dorsale à l'arrière du corps, caractères souvent décrits comme primitifs dans la littérature, ainsi que de petits yeux verts fluorescents et rétractables cerclés de blanc. Ses nageoires sont souples et molles. La bouche est placée sur la face ventrale et contient 6 rangées de dents en forme de peigne. La queue est courte et trapue. Il ne voit qu'en monochrome. Il mesure généralement entre 1,5 et 4,80 m de long, mais il peut parfois atteindre la taille impressionnante de 5 ou 6 m de long pour un poids maximum mesuré de 590 kg. Un spécimen d'environ 5 m a été observé au large de la Floride le 29 juin 2019. Un spécimen de 8 m aurait été rapporté par la littérature mais il s'agirait vraisemblablement d'une erreur.
Hexanchus griseus se décline sur des tons gris à brun foncé sur le dos, et présente un ventre gris argent,. Sa cavité buccale est dotée de tâches foncées en une abondance spécifique à cette espèce.

## Écologie et comportement

### Alimentation
Le requin griset a un régime carnivore relativement généraliste,,. Le contenu stomacal de spécimens péchés en mer Méditerranée et en Afrique du sud a révélé un régime alimentaire composé de poissons osseux,, (mulet, merlu, sardine, etc.), des poissons cartilagineux (raies, et petits requins,,), ainsi que de divers crustacés (homard et crabes), mollusques (seiches et poulpes) et échinodermes. Il peut également se nourrir de mammifères marins (phocidés ou cétacés),,. Le régime alimentaire de Hexanchus griseus  dépend de sa taille et de son habitat. Sur la plupart de ses aires de répartition, il est peu sujet à la compétition pour la recherche de nourriture puisqu'il est souvent le carnivore chassant les proies occupant les plus hauts niveaux trophiques. Quelques espèces pouvant éventuellement entrer en compétition avec Hexanchus griseus sont recensées dans la littérature, en raison de leurs similarités avec le requin griset (taille, déplacements, etc.). Cependant les aires de chevauchement d'Hexanchus griseus restent limitées en raison de la diversité des biotopes qu'il exploite. Par ailleurs, il est possible que ces rivaux se contentent de proies plus petites en raison de la taille de leurs mâchoires,.

### Reproduction
Le requin griset, à l'instar de nombreuses espèces de requin, est ovovivipare. La femelle donne naissance à des portées composées de nombreux petits (22 à 108),,. À la naissance, les petits mesurent une longueur totale comprise entre 60 et 75 cm,,. Les femelles connaissent une croissance rapide et atteignent la maturité sexuelle quand leur taille dépasse 420 cm, ce qui correspond à un âge de 18 à 35 ans, alors que des mâles ont été observés matures sexuellement à partir de 310 cm, c'est-à-dire entre 11 et 14 ans. Les femelles arborent des marques de morsures après accouplement et pratiquent la polyandrie. Une étude datant de 2011 portant sur l'analyse génétique de 71 embryons prélevés dans une femelle en gestation révèle la paternité d'au moins 9 individus mâles sur l'ensemble de la portée ainsi que l’existence de nombreux demi-frères et demi-sœurs au sein de l'échantillon de juvéniles capturés .

## Habitat et répartition

### Répartition
Le requin griset est l'un des requins les plus largement réparti au monde puisqu'il est présent dans les mers tempérées ou tropicales de l'Atlantique Est et Ouest, du Pacifique Occidental, Central et Oriental, ainsi qu'en Mer Méditerranée,, bien que ses populations ne soient jamais très abondantes dans les zones d’observation.

### Biotopes
Grâce à son régime alimentaire varié, Hexanchus griseus est capable d'exploiter une grande variété d'habitats. Il est réparti dans l'ensemble des océans du globe et dans de nombreux étages marins. Les lieux d'habitation du requin griset varient au cours de la vie et vraisemblablement en fonction du sexe de l'individu,. Les juvéniles sont souvent observés près des côtes, sur les plateaux continentaux ou dans les eaux peu profondes des baies et des estuaires,. Ils migrent peu au cours des premiers stades de leur vie et restent fidèles à leur lieu de naissance. Les mâles ayant atteint une taille supérieure à 1,20m migrent vers des eaux plus profondes, entre  -300 et -2 500 mètres, comme l'atteste la modification de leur régime alimentaire dont témoignent les restes alimentaires des contenus stomacaux de spécimens étudiés. Il est cependant possible d'en rencontrer dans des eaux de surface (<90m) où il remonte la nuit pour se nourrir ,. Les femelles vivent dans des eaux moins profondes.

## Hexanchus griseuset l'homme
Le requin griset est inoffensif et ne représente pas de danger pour l'homme,. Il lui arrive d'être pris par accident dans les filets de pêche. En raison de sa taille, il représente une source de nourriture importante mais peu valorisée. Cependant, dans certaines régions de la Méditerranée, il représente un substitut aux stocks de poissons décroissants et fait l'objet d'une pêche plus importante. Il est consommé, frais, séché, salé ou congelé, ou dans des préparations à base de poisson ainsi que sous forme d'huile. Son attitude passive en fait un requin facile à pêcher à l'age adulte. Contrairement à de nombreux requins dont les cycles de reproduction sont lents et les portées peu nombreuses, la descendance des requins grisets est abondante et contribue à maintenir les populations.